# Грозешть (комуна, Мехедінць)
Грозешть, Грозешті (рум. Grozești) — комуна у повіті Мехедінць в Румунії. До складу комуни входять такі села (дані про населення за 2002 рік):
- Грозешть (557 осіб)
- Кирчень (1033 особи)
- Песерань (349 осіб)
- Шушица (334 особи)

Комуна розташована на відстані 222 км на захід від Бухареста, 51 км на схід від Дробета-Турну-Северина, 53 км на північний захід від Крайови.

## Населення
За даними перепису населення 2002 року у комуні проживали 2273 особи, усі — румуни. Усі жителі комуни рідною мовою назвали румунську.
Склад населення комуни за віросповіданням:
| Релігія       | Кількість осіб | Відсоток |
| ------------- | -------------- | -------- |
| православні   | 1897           | 83,5%    |
| баптисти      | 278            | 12,2%    |
| п'ятдесятники | 96             | 4,2%     |
| реформати     | 2              | 0,1%     |

## Зовнішні посилання
- Дані про комуну Грозешть на сайті Ghidul Primăriilor [Архівовано 5 липня 2009 у Wayback Machine.]